# Kašinka
La Kašinka (in russo Кашинка?) è un fiume del nord-ovest della Russia europea, affluente di sinistra del Volga. Scorre nei rajon Kesovogorskij e Kašinskij dell'oblast' di Tver'.

## Descrizione
Il fiume ha origine vicino al villaggio di Boldeeva, scorre inizialmente in direzione orientale, poi gira a sud-est. Attraversa l'insediamento di tipo urbano di Kesova Gora e la città di Kašin. La valle del fiume è stretta nel tratto superiore, allargata nel corso medio. La larghezza della pianura alluvionale è di 100-150 m, la profondità è di 1-2 m. Nella parte superiore la larghezza del canale è di 5-10 metri, prima di Kašin aumenta fino a 30-50 metri. Nel corso inferiore la larghezza raggiunge i 500-800 m, a causa del ristagno del bacino di Uglič dove sfocia la Kašinka, a 2 889 km dalla foce del Volga. La lunghezza del fiume è di 128 km, il bacino idrografico di 661 km².